# امپراتوری (فیلم ۱۹۸۶)
امپراتوری (روسی: Ампир) فیلمی کوتاه به کارگردانی الکساندر سوکوروف است که در سال ۱۹۸۶ منتشر شد.